# Agrolândia
Agrolândia is een gemeente in de Braziliaanse deelstaat Santa Catarina. De gemeente telt 785 inwoners (schatting 2009).

## Aangrenzende gemeenten
De gemeente grenst aan Agronômica, Atalanta, Braço do Trombudo, Otacílio Costa, Petrolândia en Trombudo Central.